# Civitanova Marche
Civitanova Marche (Citano' in dialetto locale) è un comune italiano di 41 888 abitanti della provincia di Macerata nelle Marche.
Il comune assunse la denominazione di Civitanova Alta il 25 maggio 1913 quando la frazione di Porto Civitanova venne scorporata e divenne comune autonomo. I due comuni furono riunificati il 27 luglio 1938 con il nome attuale e la sede comunale fu trasferita a Porto Civitanova.
Dal 2017 il comune ha superato per numero di abitanti il capoluogo di provincia.

## Geografia fisica

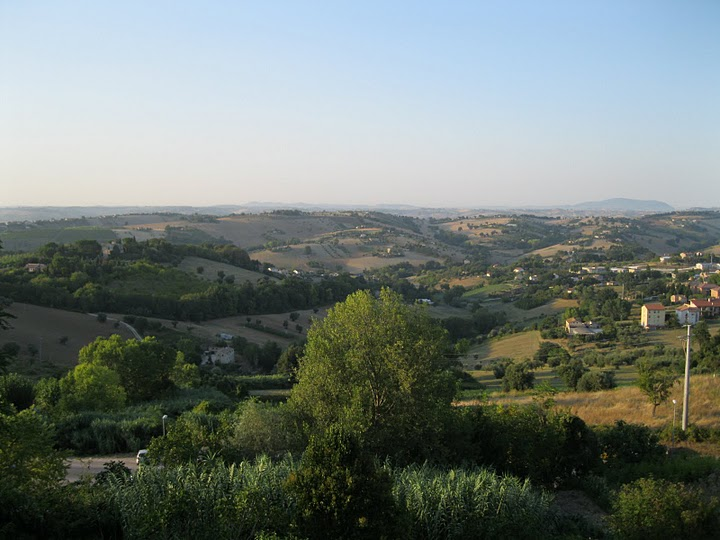
Paesaggio collinare fra Civitanova Alta e Montecosaro

### Territorio
La città poggia su di un terreno eterogeneo. A sud il territorio comunale, indicativamente per i quartieri Risorgimento, Centro e Santa Maria Apparente la città poggia sulla piana alluvionale del fiume Chienti, formatasi nell'olocene. Lungo la zona costiera, i quartieri del Centro, Fontespina e San Gabriele poggiano parzialmente sui depositi della piana costiera, anch'essa formatasi nell'olocene. La zona collinare dove poggia Civitanova Alta è invece interamente costituita da argille azzurre e formazione di fermo (arenarie) formatesi nel pleistocene.
Il territorio comunale si sviluppa per 46,07 km² ed ha conformazione di collina litoranea, con un livello di altitudine compreso fra 3 e 223 m s.l.m. in Contrada San Savino. La tipica conformazione a pettine delle colline marchigiane è riconoscibile dall'opposizione della Valle del Chienti con il gruppo collinare dove poggia Civitanova Alta, che degrada dolcemente verso il mare sulla suggestiva strada del Palazzaccio, con un'altitudine di 100 m s.l.m. e a poche centinaia di metri dal mare Adriatico.
Dal punto di vista orografico il territorio comunale si sviluppa partendo dalla Valle del Chienti a sud e prosegue a nord alternandosi fra fasce collinari e piccole vallate, altalenando man mano fino a raggiungere Civitanova Alta e proseguendo poi verso l'area di Villa Conti, del Palazzaccio, Mori e Alviano. Piccole aree collinari poste ad altitudine di 100–120 m s.l.m. dalle quali si può osservare il vicino mare Adriatico.
Il luogo dove sorge Civitanova rientra nella zona a sismicità medio-alta, è classificata di livello 2 dalla Protezione civile.

### Clima
Di seguito è riportata la tabella con le medie climatiche e i valori massimi e minimi assoluti registrati nel trentennio 1971-2000 e pubblicati nell'Atlante Climatico d'Italia del Servizio Meteorologico dell'Aeronautica Militare. I dati sono stati registrati dalla Stazione meteorologica di Ancona Falconara situata a circa 40 km di distanza da Civitanova Marche.
In base alle medie climatiche del trentennio 1971-2000, le più recenti in uso, la temperatura media del mese più freddo, gennaio, è di +5,3 °C, mentre quella del mese più caldo, agosto, è di +22,6 °C.
Le precipitazioni medie annue si attestano attorno ai 740 mm, con minimo relativo in primavera e un picco massimo in autunno.
L'umidità relativa media annua fa registrare un valore pari al 76%, con un minimo del 71% a luglio e un massimo dell'82% a novembre.
| Ancona Falconara (1971-2000)    | Mesi         | Mesi         | Mesi         | Mesi        | Mesi        | Mesi        | Mesi        | Mesi        | Mesi        | Mesi        | Mesi        | Mesi        | Stagioni | Stagioni | Stagioni | Stagioni | Anno  |
| Ancona Falconara (1971-2000)    | Gen          | Feb          | Mar          | Apr         | Mag         | Giu         | Lug         | Ago         | Set         | Ott         | Nov         | Dic         | Inv      | Pri      | Est      | Aut      | Anno  |
| ------------------------------- | ------------ | ------------ | ------------ | ----------- | ----------- | ----------- | ----------- | ----------- | ----------- | ----------- | ----------- | ----------- | -------- | -------- | -------- | -------- | ----- |
| T. max. media (°C)              | 9,2          | 10,2         | 13,6         | 16,9        | 21,7        | 25,6        | 28,2        | 28,1        | 24,5        | 19,4        | 13,9        | 10,4        | 9,9      | 17,4     | 27,3     | 19,3     | 18,5  |
| T. min. media (°C)              | 1,4          | 1,6          | 3,6          | 6,4         | 10,9        | 14,5        | 16,9        | 17,2        | 14,0        | 10,0        | 5,7         | 2,6         | 1,9      | 7,0      | 16,2     | 9,9      | 8,7   |
| T. max. assoluta (°C)           | 22,3 (1979)  | 20,6 (1990)  | 24,6 (1990)  | 26,8 (1992) | 31,1 (1983) | 35,1 (1982) | 40,5 (1983) | 37,6 (1994) | 34,5 (1987) | 28,4 (1997) | 25,2 (1998) | 23,0 (1989) | 23,0     | 31,1     | 40,5     | 34,5     | 40,5  |
| T. min. assoluta (°C)           | −13,2 (1985) | −12,7 (1991) | −12,2 (1971) | −1,0 (1973) | 2,8 (1982)  | 6,7 (1986)  | 8,6 (1971)  | 9,7 (1976)  | 4,7 (1971)  | 0,1 (1971)  | −5,3 (1973) | −9,8 (1996) | −13,2    | −12,2    | 6,7      | −5,3     | −13,2 |
| Giorni di calura (Tmax ≥ 30 °C) | 0            | 0            | 0            | 0           | 0           | 3           | 8           | 8           | 1           | 0           | 0           | 0           | 0        | 0        | 19       | 1        | 20    |
| Giorni di gelo (Tmin ≤ 0 °C)    | 11           | 10           | 5            | 0           | 0           | 0           | 0           | 0           | 0           | 0           | 2           | 7           | 28       | 5        | 0        | 2        | 35    |
| Precipitazioni (mm)             | 43,8         | 49,3         | 56,8         | 58,8        | 54,0        | 60,4        | 47,1        | 76,4        | 72,6        | 75,9        | 86,0        | 58,1        | 151,2    | 169,6    | 183,9    | 234,5    | 739,2 |
| Giorni di pioggia               | 7            | 7            | 8            | 8           | 7           | 6           | 4           | 5           | 7           | 8           | 9           | 7           | 21       | 23       | 15       | 24       | 83    |
| Giorni di nebbia                | 8            | 7            | 4            | 1           | 1           | 0           | 0           | 0           | 0           | 3           | 6           | 6           | 21       | 6        | 0        | 9        | 36    |
| Umidità relativa media (%)      | 80           | 77           | 74           | 74          | 74          | 72          | 71          | 72          | 74          | 78          | 82          | 80          | 79       | 74       | 71,7     | 78       | 75,7  |

## Storia

### Età antica
Gli insediamenti preistorici scoperti dagli archeologi, dimostrano che l'uomo abitava l'area geografica occupata ora da Civitanova Marche fin dal periodo Paleolitico. Dalla seconda metà del VI secolo a.C. i greci utilizzano il Mare Adriatico per i loro commerci, la foce del fiume Chienti (Kleos in greco, il glorioso) viene utilizzata dalle loro navi come approdo.
Cluana è il nome più antico di Civitanova Marche, viene probabilmente fondata nell'VIII secolo a.C., quindi in epoca pre-romana, a nord della foce del fiume Chienti (che cambiò nome in Cluentum in epoca romana) lungo la costa adriatica.
Nel 268 a.C. il popolo piceno viene sconfitto in guerra dai romani, la sua terra annessa al territorio di Roma e con essa anche Cluana.
Nel 50 d.C. su una collina vicina al mare, nei pressi di Cluana, sorge un nuovo piccolo centro abitato: Cluentis Vicus, l'attuale Civitanova Alta (frazione di Civitanova Marche), la sua fondazione ci è testimoniata da un'epigrafe di pietra, oggi conservata nell'atrio della Delegazione comunale.
I due centri, pur diversi, uno sul mare l'altro arroccato sull'altura, nel corso dei secoli, tra alterne vicende, rimangono sempre legati e collegati tra loro.
Nel periodo delle invasioni barbariche Cluana viene distrutta dai Visigoti e quasi tutti i superstiti si rifugiano nel vicus. In quest'epoca di decadenza dell'Impero Romano d'Occidente il Piceno è teatro di continue invasioni, saccheggi e devastazioni.

### Età medievale

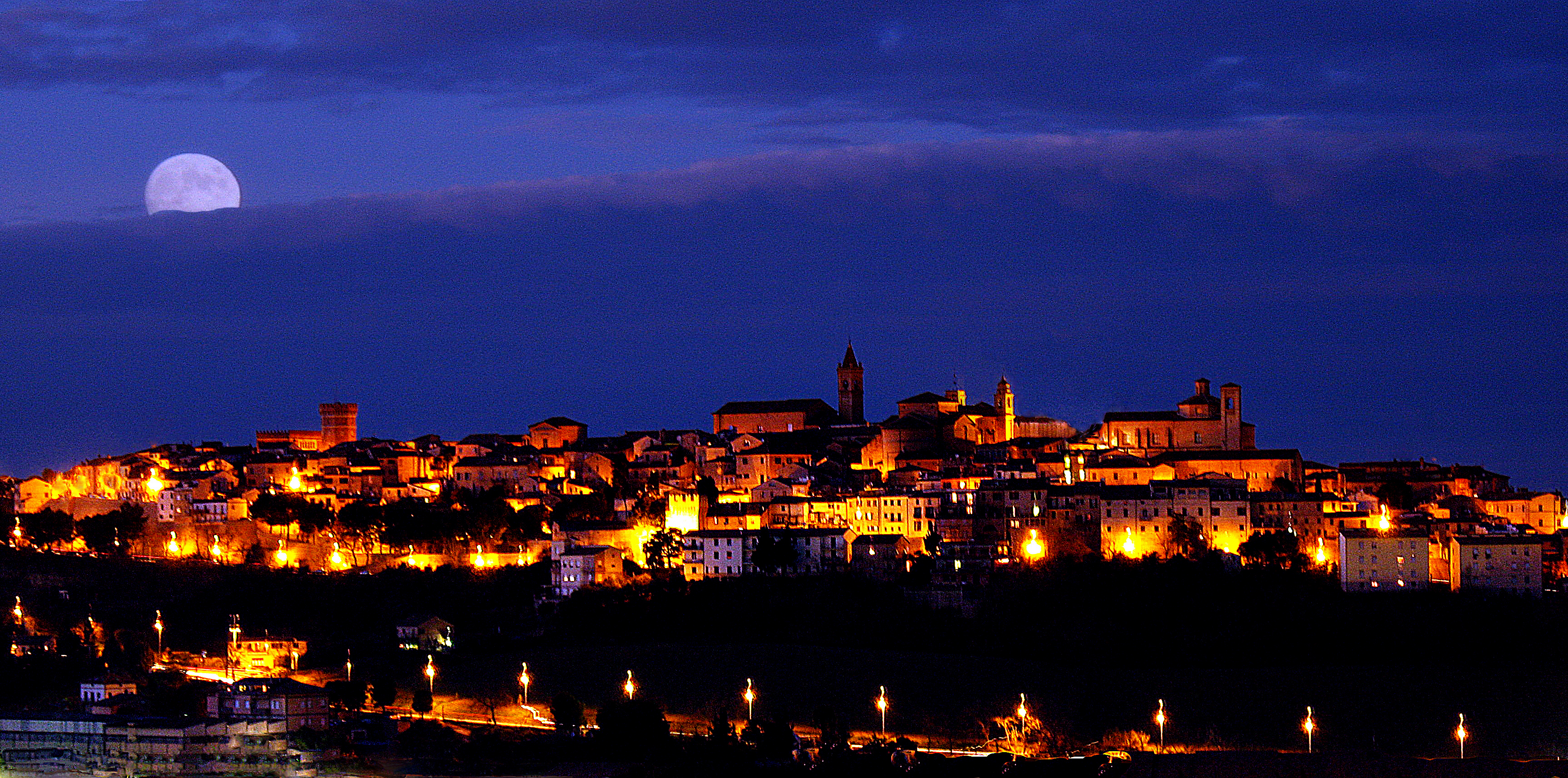
Veduta del borgo di Civitanova Alta.

Cluentis Vicus riesce a sopravvivere a questo duro periodo storico e nel 1009 lo si menziona con i nomi Civitate Nova, Civitas Nova, Civitatem Novam e Nova Civitas. La vita riprende e le persone pian piano ritornano ad abitare più vicino alla costa, sulla collina San Marone, dove fin dal II secolo sono presenti le salme del santo martire, oggi patrono di Civitanova Marche.
Con l'arrivo dei Franchi si impone il sistema feudale, e sempre più frequenti sono le sottomissioni e le aggregazioni al Comune di feudatari e monasteri.
L'antica famiglia degli Aldonesi (o Aldonensi) nel 1075, si fa garante, con il vescovo di Fermo Pietro I, della difesa della città.
Nei secoli successivi sono molti i domini che si avvicendano: la Chiesa, i Varano da Camerino, i Malatesta da Rimini, Francesco Sforza da Milano, Filippo Maria Visconti e i Cesarini da Roma.

### Età rinascimentale
Nel 1440, sotto la signoria degli Sforza, viene costruita una nuova cinta muraria chiamata "Scarpata" e modificate le quattro torri a difesa delle porte (Porta Zoppa, Porta Girone, Porta Mercato e Porta Marina). Il porto, per proteggersi dai pirati barbareschi viene fornito di una fortezza di difesa poiché nonostante la presenza di pirati che infestano le coste non si arresta l'insediamento sulla costa di famiglie di pescatori e commercianti. Della fortezza oggi rimane solo parte del basamento delle mura volte a nord e a est. Tutto il resto è stato inglobato o sostituito dall'attuale palazzo comunale Cesarini-Sforza e dal cine-teatro Rossini.

### Età moderna
Nella prima metà del XVI secolo la città vive un altro periodo difficile, subendo lotte interne, scorrerie, incursioni turche, dispute tra signorotti locali e anche la peste, che fa una strage tra la popolazione.
Alla fine di questo periodo la città è in piena decadenza e nel 1551 viene ceduta da papa Giulio III al nobile romano Giulio Cesarini per risanare un debito contratto dalla Camera Apostolica.
Papa Sisto V (nato a Grottammare, non lontana da Civitanova) alla fine del Cinquecento trasforma il marchesato dei Cesarini in ducato, che nel 1674 assume il nome di Cesarini–Sforza, per il matrimonio di Livia Cesarini con Federico Sforza di Santa Fiora. Questo evento segna un periodo di rinascita e di rinnovamento urbanistico: vengono costruite nuove mura per la Città Alta, nuove strade e palazzi. Rinascita che però non porta benessere ai cittadini, che continuano a vivere in misere condizioni. Fra i duchi di Civitanova è da ricordare Virginio Cesarini, poeta italiano, amico di Galileo Galilei e membro dell'Accademia dei Lincei.
Nel Seicento e nel Settecento la Città Alta continua a trasformarsi, viene ampliata la piazza principale e costruita la chiesa di San Paolo, che prende il posto dell'omonima Collegiata, la Torre civica è rimpiazzata dalla Torre dell'orologio.
La città nel frattempo continua a svilupparsi nonostante il pericolo di invasioni turche, albanesi e dalmate, il Porto cresce e prende forma una nuova cittadina. Civitanova nel 1782 conta 6 057 abitanti di cui 5717 nella Città Alta, 65 a San Marone e 275 al Porto.

### Età contemporanea
Il 12 dicembre 1828 papa Leone XII concede il titolo di Città alle due sedi, quella Alta e il Porto. Nel 1833 la città conta 8 400 abitanti.
Nel 1841 nella frazione Porto viene costruita la prima chiesa, San Pietro, completata nel 1853.
Nel 1913 la frazione di Porto Civitanova viene elevata a comune autonomo; nel 1938 Porto Civitanova e Civitanova Alta si riuniscono in un unico comune con il nome di Civitanova Marche.
Il seguente sviluppo industriale fa diventare Porto Civitanova sede di villeggiatura estiva di nobili famiglie dell'entroterra.
Il conte Pieralberto Conti costruisce un ippodromo e, nel 1910, una villa in stile liberty finanziata dalla sua prima moglie, la contessa Augusta Morrone Mozzi.
La città si arricchisce di nuove strade, ville signorili, edifici in stile liberty, spiagge e spazi ricreativi che davano a Civitanova la configurazione di centro turistico balneare.
Civitanova fu sede vescovile. Secondo tradizione nella Chiesa cattolica il titolo delle diocesi soppresse è conferito ai vescovi destinati a cariche di curia o a funzioni diplomatiche.

### Simboli
L'attuale stemma e il gonfalone sono stati concessi con decreto del presidente della Repubblica del 30 luglio 2021.
Il gonfalone è un drappo partito di rosso e di giallo.
Porto Civitanova aveva un proprio stemma concesso con regio decreto del 6 ottobre 1927 ispirato ad un disegno del marchese Adriano Colocci (1855-1941), membro della Consulta Araldica del Regno dal 1921 al 1930: troncato: nel primo di rosso, alla ruota d'ingranaggio d'argento; nel secondo d'azzurro, al mare fluttuante d'argento, con la barca da pesca navigante, alla vela latina spiegata, il tutto al naturale, la vela caricata in alto di una stella di cinque raggi d'oro. L'immagine della paranza, tipica imbarcazione adriatica, stava ad indicare la vocazione peschereccia del porto, a cui venne aggiunta una ruota dentata d'argento in campo rosso, simbolo dell'industria.

## Monumenti e luoghi d'interesse

### Architetture religiose
Santuario di San Marone Martire

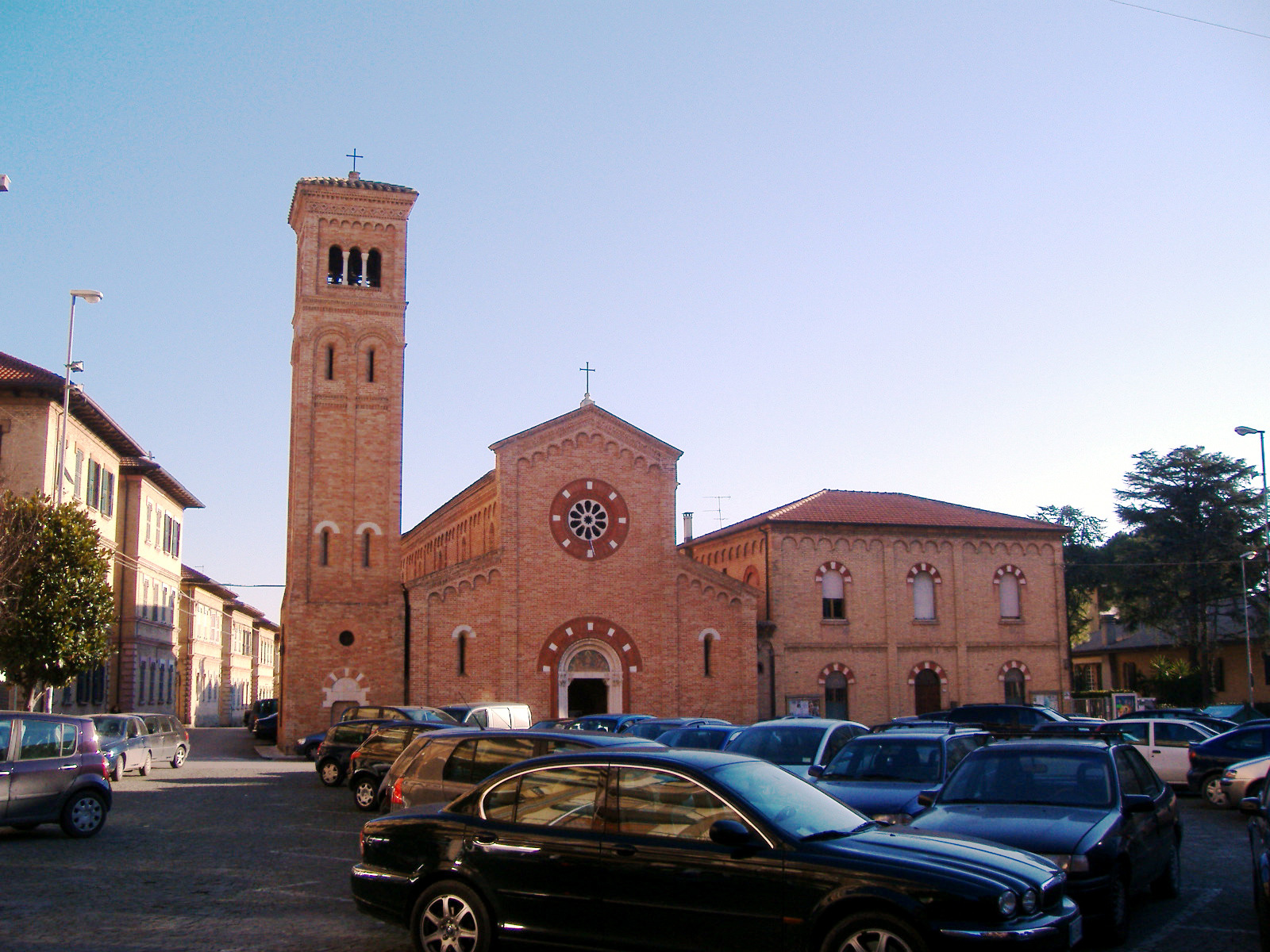
La chiesa di San Marone

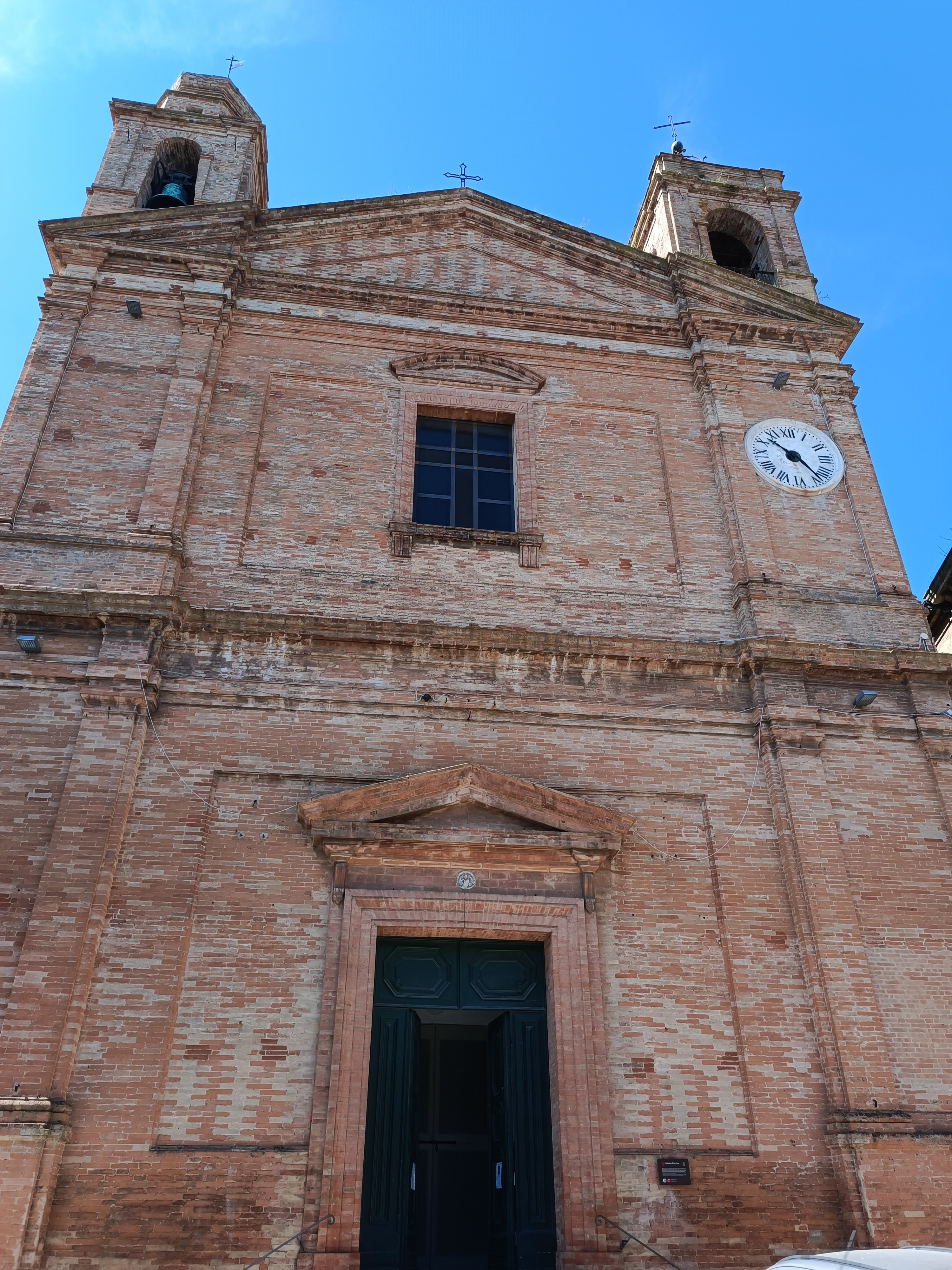
Chiesa di San Paolo Apostolo

La chiesa sorge nel quartiere San Marone, nella parte bassa della città. Originariamente di impianto romanico, eretta sul luogo del martirio del Santo Patrono, primo martire del Piceno. Oggi la chiesa-santuario, si presenta con una navata centrale e due laterali e conserva resti architettonici antichi provenienti dall'antico complesso; la facciata presenta una lunetta sul portale principale dove sono rappresentati la Vergine con Bambino tra San Marone e Santa Domitilla, opera eseguita alla fine dell'Ottocento dall'artista Sigismondo Nardi. Sotto l'altare maggiore sono custodite le reliquie del Santo. In questo santuario il 13 maggio 1823 si sposarono Sante Possenti, Governatore dello Stato Pontificio e Agnese Frisciotti di Civitanova, genitori di San Gabriele dell'Addolorata compatrono della città.
Chiesa di Sant'Agostino
L'impianto originale della chiesa è del XIII secolo ed era inizialmente intitolata a Sant'Antonio. Nel XVIII secolo la chiesa è stata rimaneggiata e intitolata a Sant'Agostino. L'intervento di ristrutturazione ha fatto sì che l'edificio venisse notevolmente rialzato, una cupola venisse realizzata al centro del transetto, nuove cappelle dotate di altari venissero aperte lungo la navata e gli interni stuccati secondo lo stile dell'epoca.
Fra gli autori degli stucchi si segnala la presenza dello scultore anconetano Gioacchino Varlè, attivo nella chiesa di Santa Chiara a Montelupone, ed al suo stile aggraziato, legato ai modelli di Camillo Rusconi.
Chiesa di San Francesco
La chiesa, eretta nel XIV secolo e rimaneggiata nel XVIII secolo, dell'impianto originario trecentesco conserva il portale gotico, resti della decorazione romanico-gotica sui fianchi e la torre campanaria. Oggi è adibita a spazio multimediale, per convegni, proiezioni, mostre.
Collegiata di San Paolo Apostolo
La chiesa di S. Paolo Apostolo è stata edificata nel XVII secolo e sorge sull'antica Collegiata rinascimentale. All'interno della chiesa si trova un fonte battesimale, datato 1423, legato secondo la tradizione al patrono San Marone, una Natività di Maria del pittore Andrea Briotti (1561) e una Crocifissione di Durante Nobili da Caldarola (1508-1578). È conservata una parte delle reliquie del Santo Patrono. All'interno un bellissimo organo settecentesco del Callido. Il 9 aprile 1801 in questa chiesa venne battezzata la contessa Agnese Frisciotti, mamma di San Gabriele dell'Addolorata.
Chiesa di Cristo Re

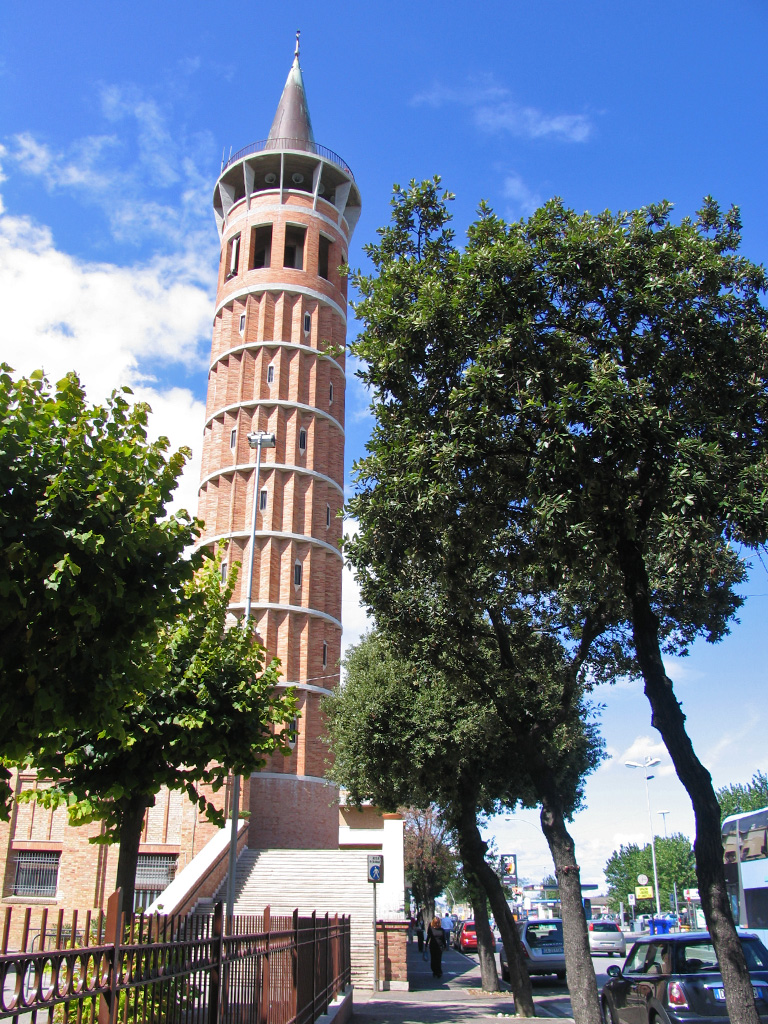
Chiesa di Cristo Re, il cui campanile funge da faro per il porto antistante

Chiesa principale della città. Moderna costruzione iniziata nel 1933, su progetto dell'ingegner Gustavo Steiner, e terminata alla fine degli anni ottanta grazie al contributo economico dei pescatori e degli armatori civitanovesi. La chiesa a navata unica si caratterizza per le bellissime vetrate istoriate di vetro policromo e per il campanile progettato dall'architetto Dante Tassotti, con torre a base circolare alta 33 metri e chiusa da una cuspide a forma di cono. Il campanile funge anche da faro, indicando le lettere C ed M dell'alfabeto Morse, iniziali di Civitanova Marche. Il campanile è praticabile salendo 285 scalini o grazie a un ascensore.
Chiesa del Santissimo Sacramento
Edificata prima del Cinquecento, sorge nella piazza dell'ex ospedale cittadino. Sede della Confraternita del Santissimo Sacramento dal 1785, tuttora custodisce un antiquarium, dove si può ammirare una raccolta di oggetti di culto datati tra il XVI e il XIX secolo
Chiesa Convento dei Padri Cappuccini
Edificati entrambi nel 1625, ma la chiesa, dedicata a San Giovanni Battista, fu ricostruita nel 1819. Il suo interno è ricco di opere d'arte. L'altare maggiore, in legno di noce, è stato trasferito qui nel 1904 dalla cappella Centofiorini della Chiesa di San Francesco e racchiude la tela del pittore Gaetano Bessi. A destra dell'altare si trova la bella pala di Pietro de' Petri Traslazione della Santa Casa di Loreto. A destra dell'altare un Crocifisso ligneo di autore ignoto. All'interno è venerata la reliquia della Santa Croce. In questo convento visse per anni San Serafino da Montegranaro prima del trasferimento ad Ascoli Piceno.
Altri edifici religiosi
- Chiesa della Madonna degli Angeli: appena fuori le mura della Città Alta, sorge il santuario edificato nel 1794, la chiesa contiene una cappellina con l'affresco della Vergine. Il complesso è stato edificato per ricordare un'apparizione con presunti bagliori volti a suggerire il luogo dove edificare la futura chiesa
- Chiesa della Madonna Bella: situata in corso Annibal Caro. Di stile ottocentesco e pianta circolare è venerata una statua delle Madonna del Carmine
- Chiesa di San Savino: chiesa rurale costruita in onore del santo vescovo diocesano Savino. Al suo interno è custodita la reliquia del santo
- Chiesa di San Domenico: la chiesa è situata nelle colline circostanti la Città Alta, all'interno stucchi ed opere d'arte di artisti locali
- Chiesa di San Carlo Borromeo: situata nel quartiere Fontespina. È stata fatta costruire nel 1911 dall'arcivescovo Carlo Castelli a ricordo dei suoi genitori. Al suo interno sull'altare principale un dipinto della Vergine con Bambino e San Carlo che presenta la Città di Civitanova.
- Chiesa di San Giuseppe Operaio: costruita negli anni 60 nel quartiere Risorgimento. Si distingue per i suoi colori chiari all'interno
- Chiesa di San Gabriele dell'Addolorata: situata nel quartiere omonimo. È stata costruita negli anni 70. Voluta dal popolo e dal parroco fondatore Lauro Chiaramoni in onore del giovane santo concittadino. Al suo interno pregevoli mosaici e vetrate istoriate della vita del giovane compatrono cittadino
- Chiesa e Convento Stella Maris: edificati nei primi del novecento. La chiesa è stata più volte rimaneggiata.
- Chiesa di San Giovanni Battista: situata sul lungomare nord, adiacente alla casa di riposo cittadina. Al suo interno opere di artisti locali e altari in marmo
- Chiesa di San Giovanni Bosco: costruita nei primi anni duemila in onore del Santo dei Giovani. È situata nel quartiere San Marone
- Chiesa e Istituto Sant'Alfonso Maria Fusco: costruiti nel dopoguerra nel centro cittadino. La chiesa è ornata con marmi e statue originali
- Chiesa della Madonna dei Buoni Consiglio: situata nelle campagne civitanovesi, all'interno è venerato un quadro della Madonna con Bambino con decori di vetro di Murano. Una statua in cartapesta di San Vincenzo Ferreri patrono delle campagne
- Chiesa di Maria Ausiliatrice: di recente costruzione, situata nel quartiere di San Marone, è una tra le più grandi chiese del territorio comunale. Caratterizzata dal tetto a forma di tenda. Al suo interno spiccano le vetrate istoriate e il soffitto in legno massello.

### Architetture civili
Palazzo Ducale
Il Palazzo Ducale di Civitanova Alta è stato costruito nel XVI secolo sui resti di una costruzione precedente risalente al XIII secolo. Il palazzo è stato poi ulteriormente rimaneggiato nel XIX secolo. All'interno sono conservati affreschi cinquecenteschi di Pellegrino Tibaldi. L'anno della prima ristrutturazione coincide con la cessione di Civitanova, nel 1551, da parte di Papa Giulio III al nobile romano Giuliano Cesarini per un debito contratto dalla Camera Apostolica. Alla fine del Cinquecento papa Sisto V trasforma il marchesato di Civitanova in ducato. Nel secolo successivo il palazzo assume la denominazione di Palazzo Ducale Sforza-Cesarini a seguito del matrimonio fra Livia Cesarini e Federico Sforza di Santa Fiora avvenuto nel 1674. Il palazzo si trova in Piazza della Libertà a Civitanova Alta. Attualmente è in fase di restauro.
Palazzo Sforza-Cesarini

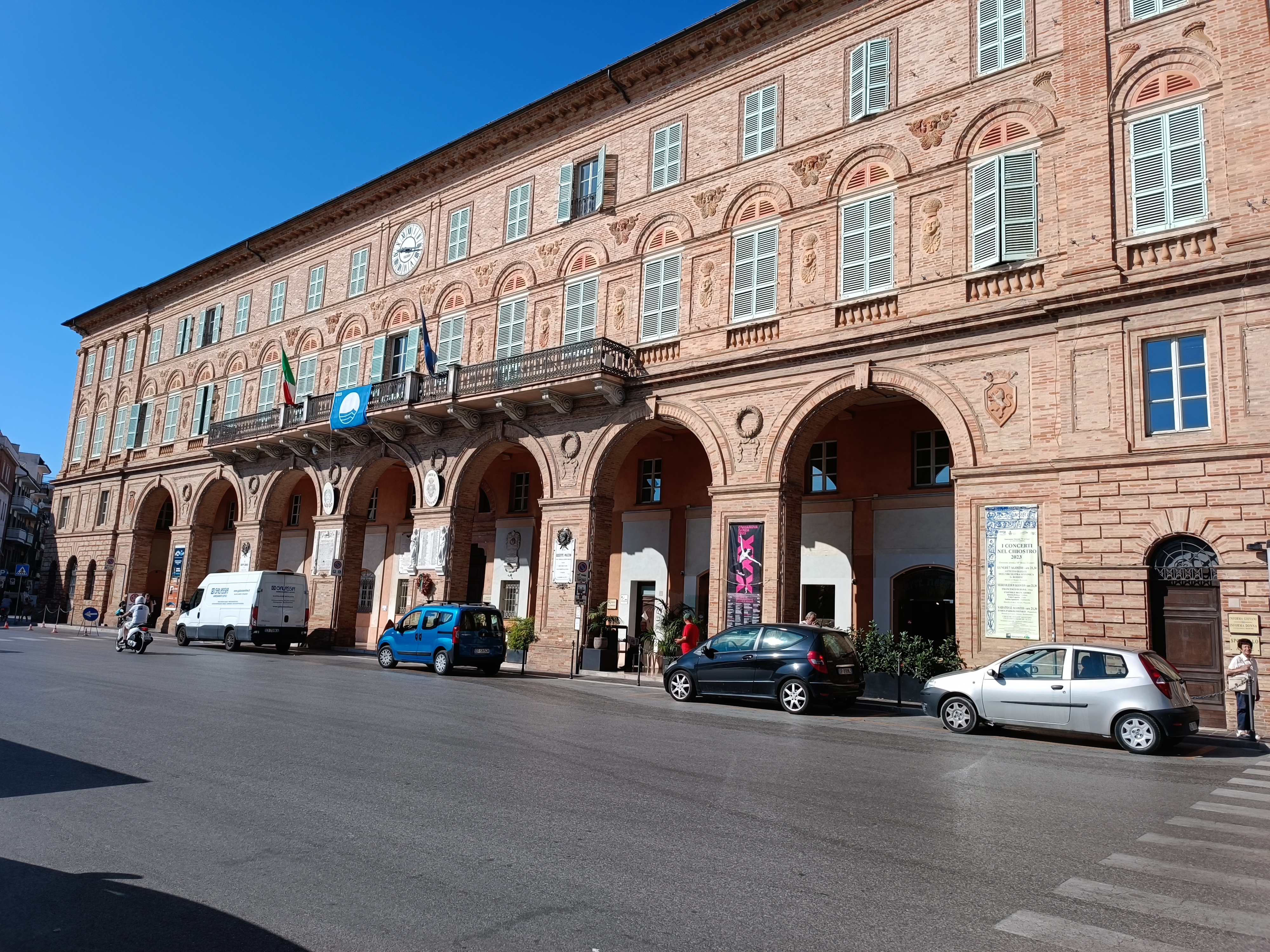
Palazzo Sforza-Cesarini, in Piazza XX Settembre, sede del Comune

Il Palazzo Sforza-Cesarini è stato edificato nel 1862 addossato sul lato est a una fortezza quattrocentesca. Il palazzo si caratterizza per lo stile architettonico tardo neoclassico, incurvato su motivi rinascimentali, tipica espressione dell'eclettismo ottocentesco che combinava insieme motivi rinascimentali e neoclassici. Il palazzo, dal 1938 sede del Comune di Civitanova Marche, si affaccia sull'ampia piazza XX Settembre. Sulla parte est della stessa sono presenti i giardini che conservano al loro interno la fontana che una volta adornava il centro della piazza.
Palazzo della Delegazione
Costruito nel 1867 su progetto dell'ingegner Guglielmo Prosperi e realizzato dai fratelli Basile, si presenta su tre piani, rivolti verso la piazza della città alta. Il piano terra, con un loggiato e al centro di questo l'ingresso, nell'atrio del quale è affissa la lapide romana con inciso Cluentensis Vicus, antico nome della città. Un'ampia scalinata fa accedere alla sala consiliare affrescata con le raffigurazioni dell'Eneide in onore del poeta civitanovese Annibal Caro e i ritratti dei cittadini illustri.
Villa Conti

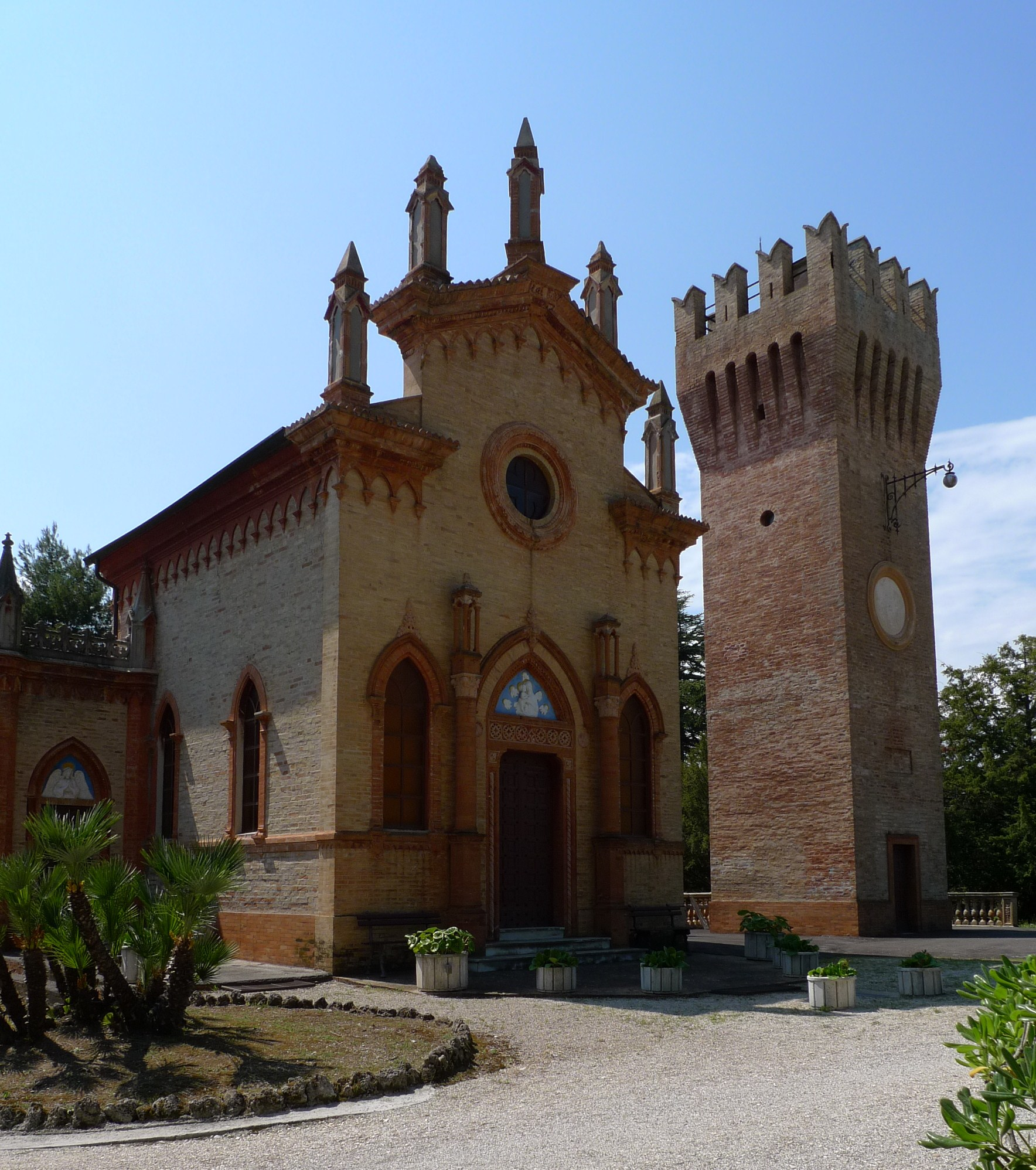
La cappella della Villa Conti

La Villa Conti è una villa liberty costruita nel 1910 e completamente distrutta durante la seconda guerra mondiale ed in seguito ricostruita. Situata fra la Città Alta ed il porto, immersa in un parco con giardino all'italiana. Di fianco la villa sorge una chiesa in stile neogotico che è la riproduzione in scala di quella dei Cappuccini Nuovi di Macerata. Nella cripta della chiesa di San Michele Arcangelo sono custodite le tombe dei conti Conti e della cantante lirica Francisca Solari seconda moglie di Pier Alberto Conti.
Nella proprietà sorge una torre quattrocentesca, accanto alla chiesa in miniatura, e la palazzina San Michele, raro esempio di Art Nouveau nella zona del maceratese. La palazzina è perfettamente conservata ed è stata costruita su progetto dell'architetto Paolo Sironi.
Villa Eugenia
Nel quartiere San Marone è situata Villa Eugenia, fatta edificare da Napoleone I nel 1797. La Villa attualmente versa in precarie condizioni: tetti sfondati, intonaci che cadono a pezzi, vegetazione che cresce incontrollata. A causa delle condizioni di incuria a cui è sottoposta la villa, oggi non può essere visitata da nessuno. Ospitò i Napoleonidi che a Civitanova possedevano un'azienda agraria. Vi soggiornò l'imperatrice Eugenia de Montijo, moglie di Napoleone III.

#### Lido Cluana
Oltre i giardini adiacenti a Piazza XX Settembre, appaiono le eleganti palazzine del Lido Cluana in stile liberty, rimaneggiate in epoca fascista con l'aggiunta di fasci littori portabandiera che ancora oggi si possono osservare sulle palazzine.

#### Cinta Muraria di Civitanova Alta

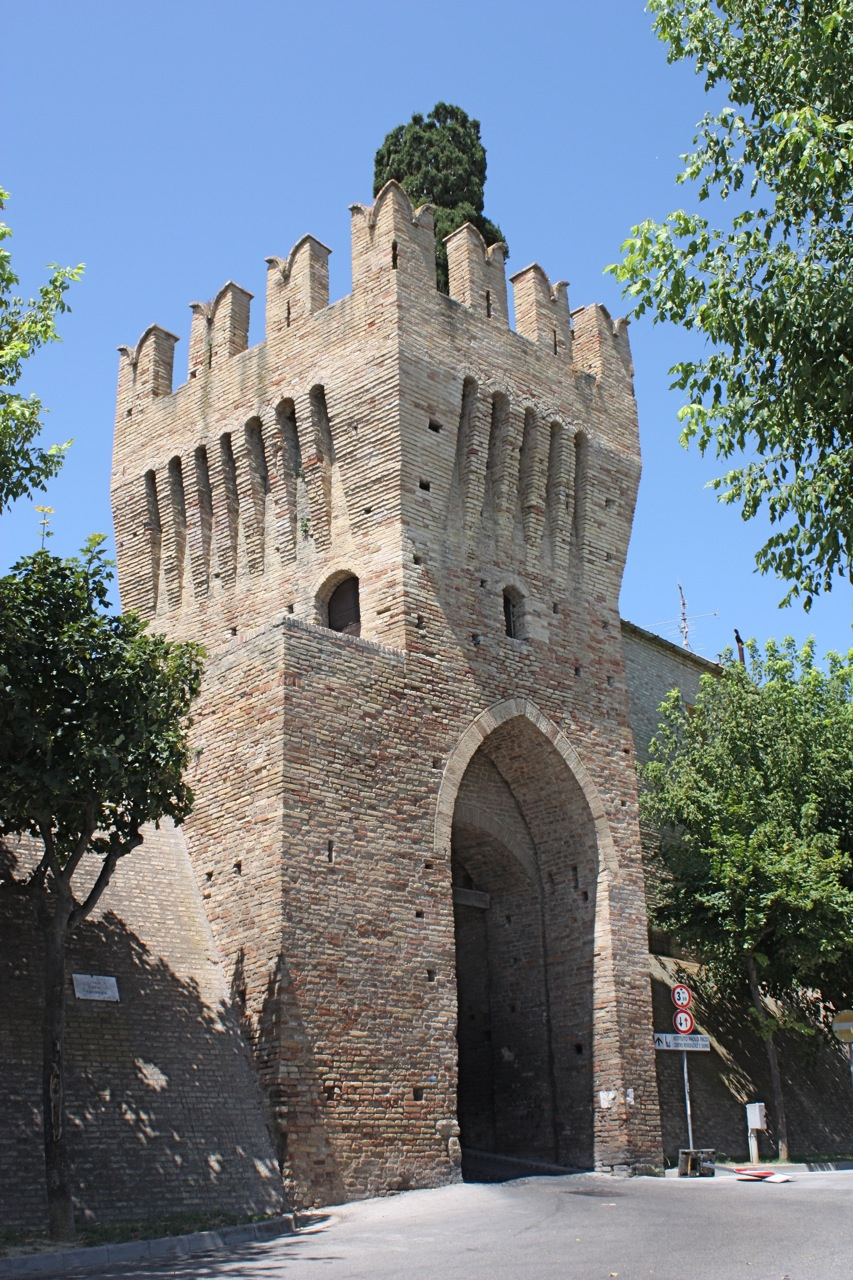
Porta Marina

Le mura castellane del XV secolo, ben conservate, anche se intaccate nell'aspetto da interventi eseguiti da privati in anni recenti, sono un ottimo esempio di architettura militare rinascimentale. Fatte edificare nel 1440 dagli Sforza con le quattro porte San Paolo, Girone, Mercato e Sant'Angelo, o meglio conosciuta con il nome di Porta Marina, con il caratteristico cipresso nato dentro la fascia merlata.

## Società

### Evoluzione demografica
Abitanti censiti

### Etnie e minoranze straniere
Al 31 dicembre 2023 gli stranieri residenti erano 3.889, pari al 9,25% della popolazione.

### Eventi
Festa del mare
Nella seconda domenica di giugno si tiene la tradizionale Festa del mare. Vi si svolge anche la tradizionale fiera mercato nel lungomare cittadino.
Festa del patrono San Marone Martire
Dal 15 al 18 agosto. Manifestazioni civili e religiose. Storica processione delle barche in mare con le reliquie del santo. I festeggiamenti si chiudono con il tradizionale concerto e spettacolo pirotecnico nella città alta.
Festa della copatrona Santa Maria Apparente
Si svolge nella prima settimana di giugno. Manifestazioni civili e religiose. Il 5 giugno la solenne processione a ricordo dell'Apparizione della Vergine.
Festa del Compatrono San Gabriele dell'Addolorata
Si svolge in onore del santo concittadino nell'omonimo quartiere l'ultima settimana di febbraio e seconda settimana di luglio. In città sono custodite tre sacre reliquie insigni del giovane santo.

#### Corsa dei quartieri di Citano'
Si svolge a fine maggio all'ippodromo cittadino, preceduta da una serie di eventi aggregativi, ricreativi e benefici. Dopo dieci anni, è tornata a disputarsi dal 2023.
Cartacanta festival
Tutto ciò che è di carta, la comunicazione sulla carta - si svolge tutti gli anni dal 1998.

## Cultura

### Biblioteche
- Biblioteca comunale Silvio Zavatti.

### Musei
- Pinacoteca Civica Marco Moretti. il museo ospita una collezione di arte antica, all'interno della quale è una Madonna del Soccorso attribuita a Baldo de' Sarofini,[14] e collezioni di arte moderna.
- Museo delle arti e tradizioni popolari.
- Museo storico del trotto.
- MAGMA - Museo Archivio Grafica Manifesto.

### Teatri e sale da concerto
- Cineteatro G. Rossini: il cineteatro "Gioachino Rossini", già cineteatro "Beniamino Gigli", fu edificato nei primi anni del 900. Il baritono civitanovese Sesto Bruscantini iniziò qui la sua carriera, esibendosi nel 1939 nella Geisha di Sidney Jones nel ruolo di Wun-Hi e nel 1946 nella Bohème, nel ruolo di Colline, accanto a Mafalda Favero. Il teatro è stato ristrutturato interamente nel 1999 dopo circa un anno di chiusura.Teatro Annibal Caro

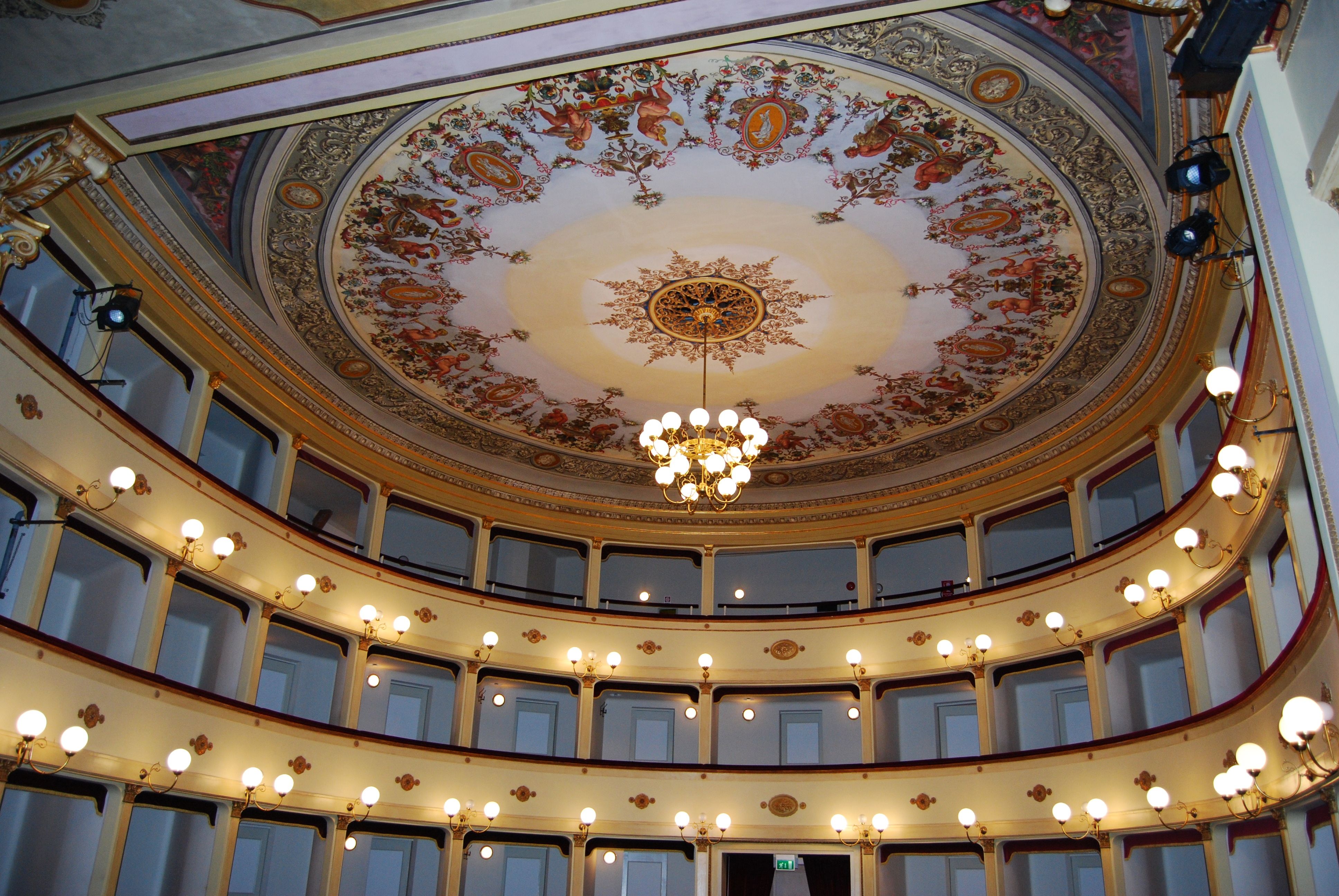
Teatro Annibal Caro

- Teatro Annibal Caro: il teatro Annibal Caro è un teatro all'italiana situato a Civitanova Alta in via Annibal Caro. È stato edificato nel 1872 su progetto dell'ingegnere maceratese Guglielmo Prosperi. L'inaugurazione è stata presieduta da Enrico Cecchetti, ballerino e coreografo famoso in tutto il mondo e illustre cittadino. L'ingresso al teatro è stato abbellito da un portale a candeliere tardo quattrocentesco (1480) appartenuto in origine al Palazzo Santucci. Rimasto chiuso per molti anni, il teatro è stato sottoposto a un accurato restauro e riaperto al pubblico nel luglio del 1997.
- Teatro Enrico Cecchetti: il teatro si trova in viale Vittorio Veneto, dove sorge l'ex Casa del Balilla, in seguito sede della biblioteca comunale e appunto del teatro "Enrico Cecchetti". Il progetto fu redatto nel 1933 dall'architetto Adalberto Libera, uno dei massimi esponenti del razionalismo italiano, pioniere dell'architettura moderna.
- Arena "La barcaccia" (non più attiva).

### Sedi espositive
- Spazio multimediale San Francesco.
- Auditorium Sant'Agostino.
- Archivio Storico Comunale.
- Archivio Storico Parrocchia Collegiata San Paolo Apostolo.

### Cinema
Nel 1978 Stelvio Massi girò qui metà del suo film Un poliziotto scomodo con Maurizio Merli. Alcune delle location sono: 1) scuola Enrico Mestica che si trovava in corso Giuseppe Garibaldi 24, in tempi più recenti lo stabile è stato ristrutturato ed adibito a stabile di civile abitazione, 2) Piazza XX Settembre, 3) torre di Porta Sant'Angelo (o Porta Marina) in Viale della Rimembranza a Civitanova Alta, 4) molo del porto, 5) stadio comunale.

## Geografia antropica

### Suddivisioni amministrative
La città è organizzata in undici quartieri:
- Centro.
- San Gabriele (Maranello).
- Fontespina.
- Quattro Marine.
- San Giuseppe (Risorgimento).        Veduta di Civitanova Alta.

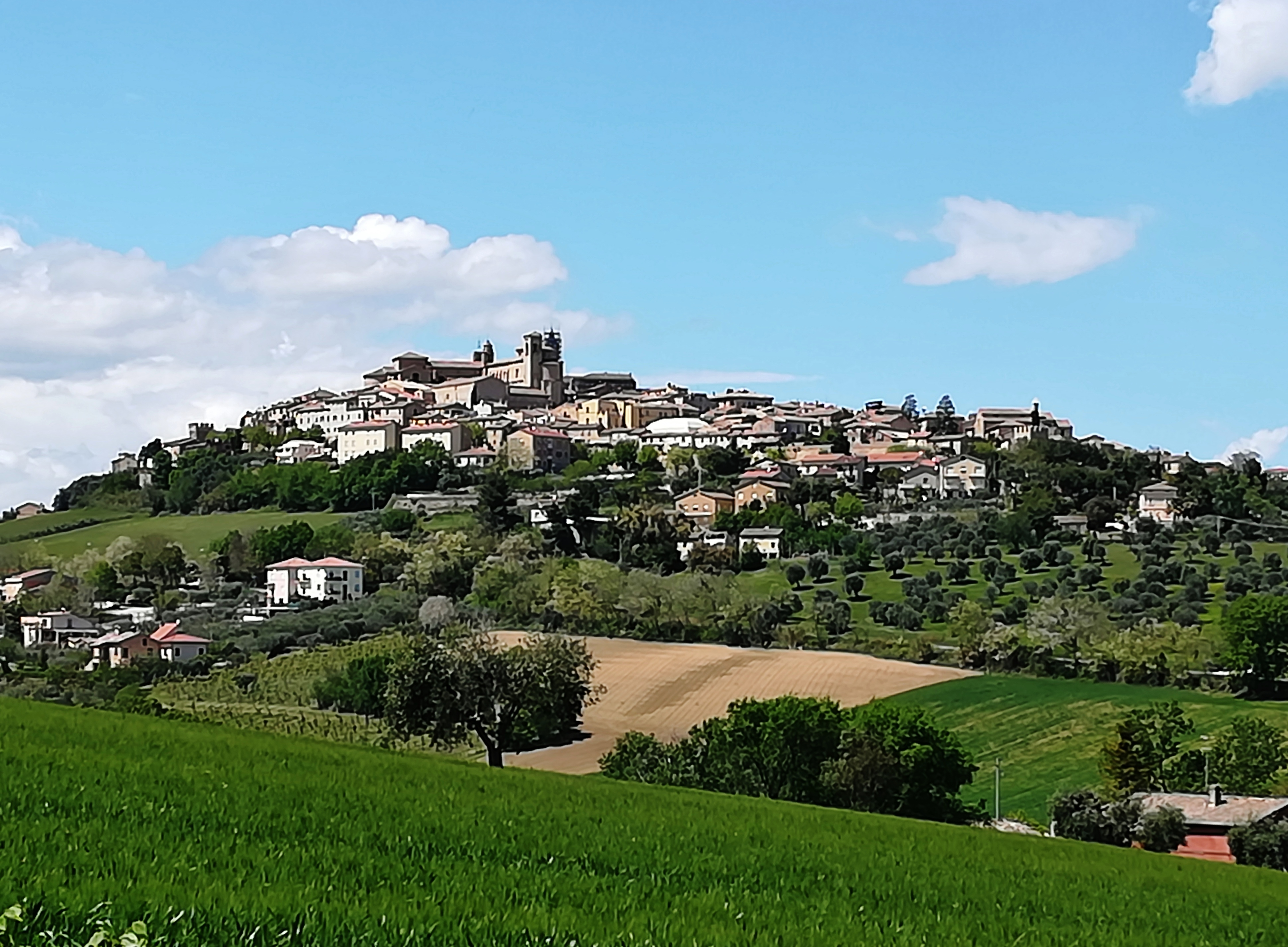
Veduta di Civitanova Alta

- Fontanella.
- San Marone.
- Villa Eugenia.
- Stadio.
- Santa Maria Apparente (Torrione).
- Civitanova Alta.

#### Santa Maria Apparente
Santa Maria Apparente conta circa 4 000 abitanti ed è posta al confine occidentale della città, adiacente al comune di Montecosaro. Inizialmente abitato da contadini e pastori, il piccolo centro si sviluppa agli inizi del XV secolo dopo l'apparizione della Madonna al pastorello Vico Salimbene il 5 giugno 1411. patrona di Civitanova Marche assieme a San Marone Martire e San Gabriele dell'Addolorata. l'acqua del pozzo adiacente al santuario (edificato dopo l'apparizione), era considerata miracolosa per garantire il latte alle partorienti. Nel periodo compreso fra la fine degli anni settanta e l'inizio degli anni ottanta si sviluppa un'ampia zona industriale che ospita alcune importanti aziende, specialmente del calzaturiero e dei trasporti. Da quel momento in poi, il piccolo centro iniziale - 500 anime circa - conosce un rapido sviluppo, a tutt'oggi in continua ascesa. Ogni anno, il 5 giugno, si celebra la festa patronale. Il 5 giugno 2011, è stato festeggiato il 600º anniversario delle apparizioni.

## Economia
La città è una frequentata stazione balneare.
La produzione di scarpe e l'attività peschereccia sono le industrie principali. Fiorente è l'artigianato delle sedie impagliate e della tessitura finalizzata alla realizzazione di tappeti e di tanti altri prodotti caratterizzati da motivi artistici pregiati.
Apprezzate sono anche le arti della ceramica e delle maioliche, oltreché la lavorazione della pelletteria.

## Infrastrutture e trasporti

### Strade
La città è attraversata in senso longitudinale dalla Strada statale 16 Adriatica che può essere utilizzata per raggiungere Padova a Nord o Otranto a Sud. Sullo stesso asse corre l'Autostrada A14 Adriatica che congiunge Civitanova Marche a Bologna lungo la direzione Nord e Civitanova Marche con Taranto in direzione Sud. Per andare verso Ovest si può percorrere sia la Strada statale 485 Corridonia Maceratese che congiunge Civitanova Marche con Macerata, oppure la transappenninica Strada statale 77 della Val di Chienti che congiunge Civitanova Marche con Foligno in Umbria.

### Ferrovie e tranvie
La stazione di Civitanova Marche-Montegranaro è posta sulla ferrovia Adriatica, nella tratta fra Ancona e Pescara, e punto di diramazione della ferrovia Civitanova Marche-Fabriano.
Fra il 1911 e il 1955, in prossimità della stazione era presente il capolinea della tranvia elettrica di Civitanova, un breve impianto tranviario di collegamento fra la città di Civitanova Alta e la località Porto Civitanova. La tranvia venne poi sostituita da una filovia, soppressa nel 1975.

### Porto
Dopo una lunga pausa, dal 2011 è ripartito il servizio catamarano dal porto di Civitanova Marche verso Sebenico in Croazia.

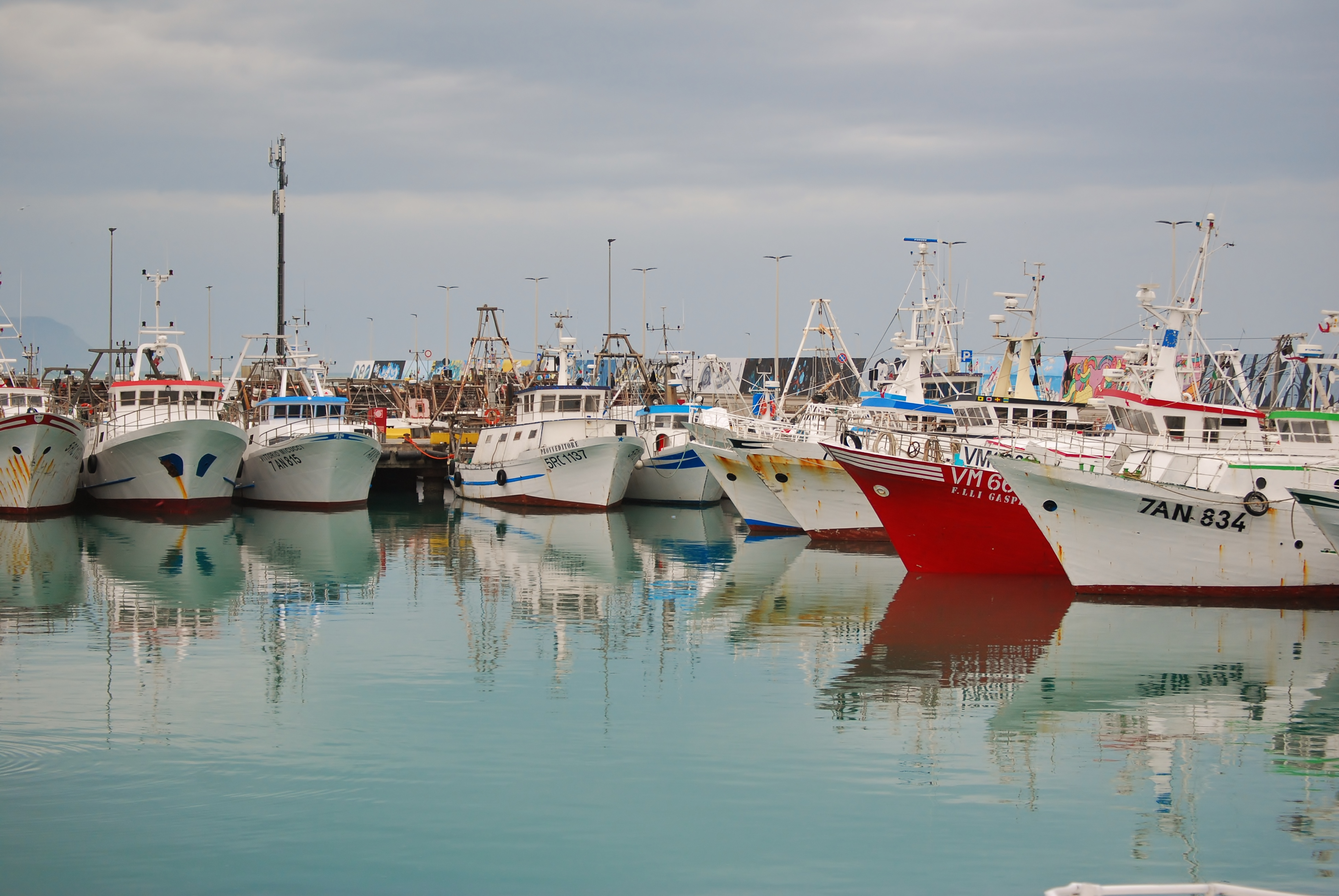
Veduta del Porto

### Piste ciclabili

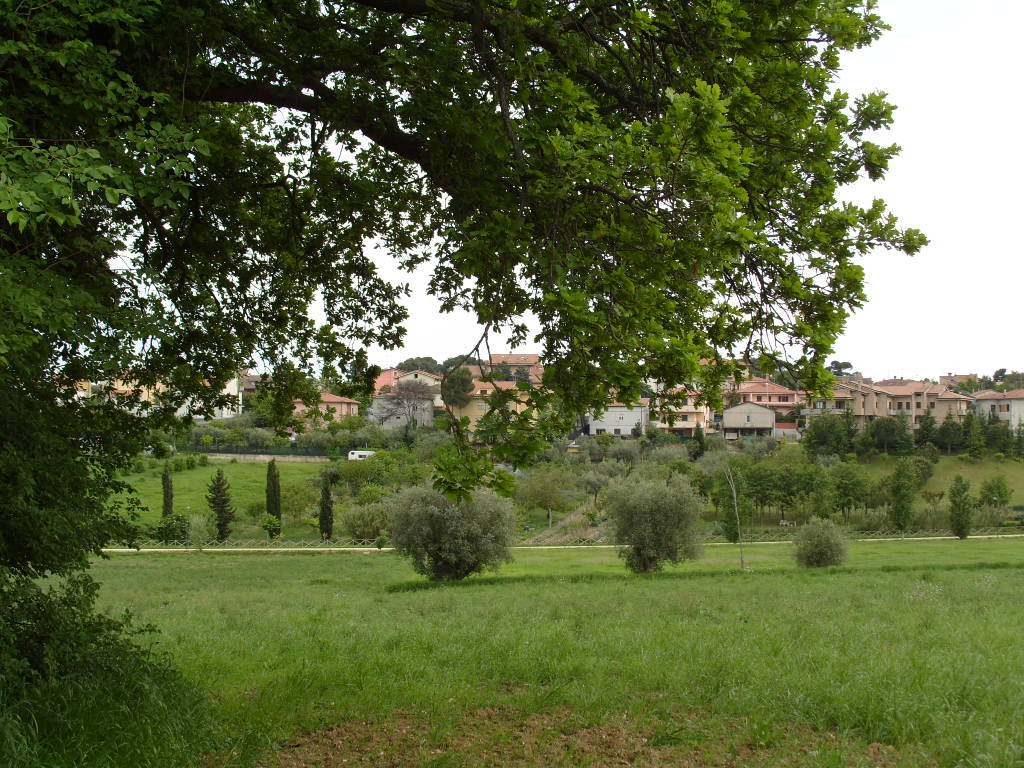
Una veduta dal fianco della pista ciclabile di Civitanova Marche

Sulla costa esiste già un tratto di ciclabile facente parte della realizzanda Ciclovia Adriatica, che una volta completata andrà a collegare tutte le località della costa adriatica: a Civitanova Marche al momento sono limitate ai due lungomare. Un altro percorso sale dal lido a Civitanova alta lungo il rio Maranello, mentre alla fine del lungomare sud si collega un altro tratto che costeggia la sponda nord del fiume Chienti, congiungendosi al percorso del Parco Fluviale del Chienti.

## Amministrazione

Il gonfalone comunale

| Periodo         | Periodo         | Primo cittadino          | Partito                            | Carica                     | Note   |
| --------------- | --------------- | ------------------------ | ---------------------------------- | -------------------------- | ------ |
| 22 luglio 1988  | 27 luglio 1990  | Ivo Costamagna           | Partito Socialista Italiano        | Sindaco                    | [ 19 ] |
| 27 luglio 1990  | 21 giugno 1993  | Augusto Frinconi         | Partito Socialista Italiano        | Sindaco                    | [ 19 ] |
| 21 giugno 1993  | 22 marzo 1995   | Barbara Pistilli         | Partito Democratico della Sinistra | Sindaco                    | [ 19 ] |
| 22 marzo 1995   | 4 dicembre 1995 | Carlo De Rosa            |                                    | Commissario prefettizio    | [ 19 ] |
| 4 dicembre 1995 | 17 aprile 2000  | Erminio Marinelli        | Forza Italia                       | Sindaco                    | [ 19 ] |
| 17 aprile 2000  | 20 ottobre 2001 | Erminio Marinelli        | Centro-destra                      | Sindaco                    | [ 19 ] |
| 20 ottobre 2001 | 28 maggio 2002  | Sergio Marzetti          | Centro-destra                      | Vicesindaco - Sindaco f.f. | [ 19 ] |
| 28 maggio 2002  | 29 maggio 2007  | Erminio Marinelli        | Centro-destra                      | Sindaco                    | [ 22 ] |
| 29 maggio 2007  | 22 maggio 2012  | Massimo Mobili           | Centro-destra                      | Sindaco                    | [ 23 ] |
| 22 maggio 2012  | 26 giugno 2017  | Tommaso Claudio Corvatta | Centro-sinistra                    | Sindaco                    | [ 24 ] |
| 26 giugno 2017  | 26 giugno 2022  | Fabrizio Ciarapica       | Centro-destra                      | Sindaco                    | [ 19 ] |
| 27 giugno 2022  | in carica       | Fabrizio Ciarapica       | Centro-destra                      | Sindaco                    | [ 19 ] |

### Gemellaggi
- Esine, dal 1989[25]

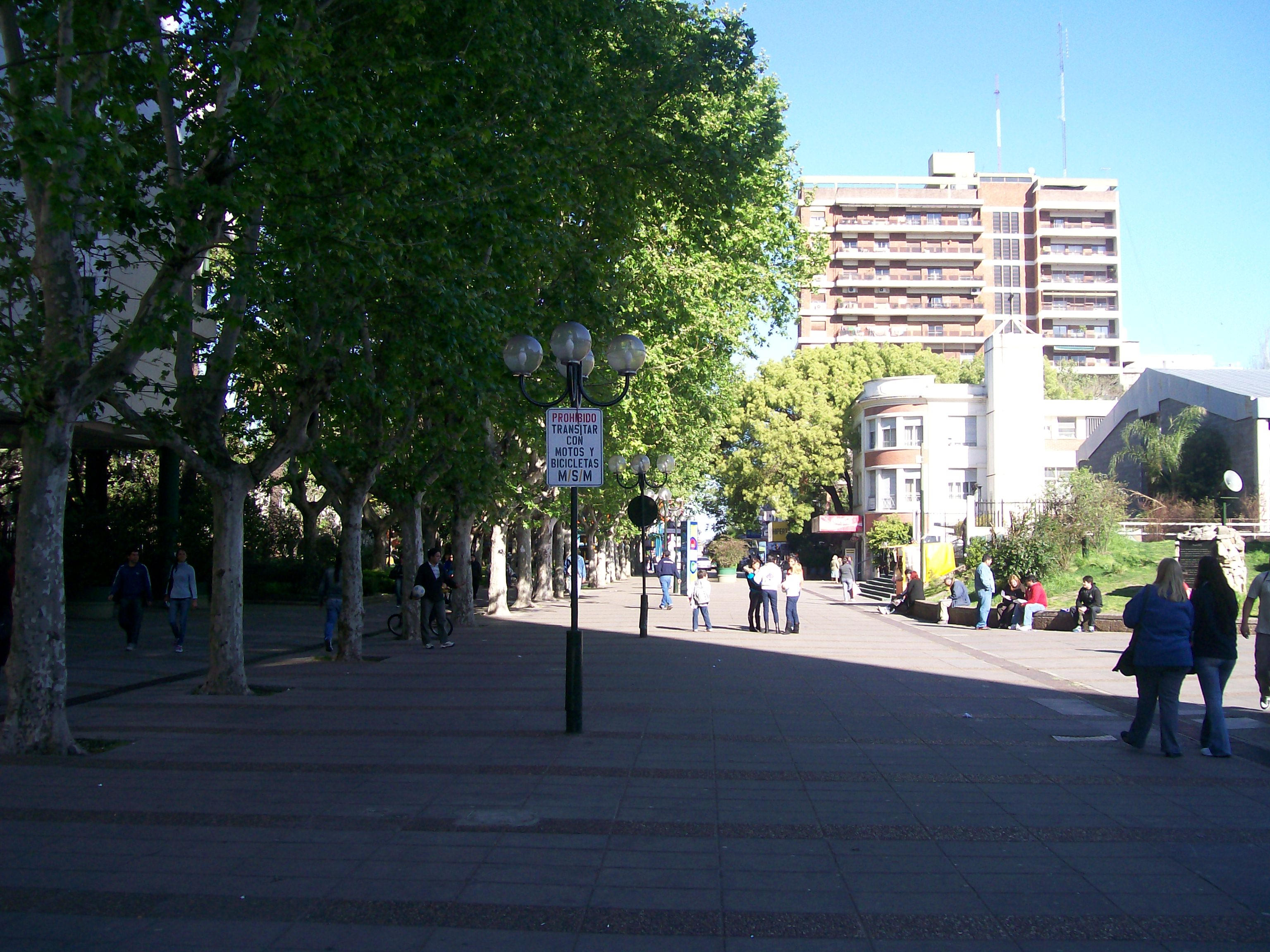
Via Civitanova Marche a San Martín

- Ciudad del Libertador General San Martín, dal 1990[25]
- Sebenico, dal 2002[25]
- Skawina, dal 2005[25]

## Sport
CalcioLa squadra di calcio principale della città è la Civitanovese attualmente in Serie D, nella sua storia vanta alcuni anni in Serie C1 e Serie C2.
Le altre squadre del Comune sono: Santa Maria Apparente (Terza Categoria), United Civitanova (Seconda Categoria), Vis Civitanova (Terza Categoria), Real Marche (Terza Categoria), La Saetta (Terza Categoria), San Marone (Terza Categoria), San Giuseppe (Terza Categoria) e Real Citanò (Terza Categoria).
Calcio a 5L'A.S.D. Civitanova 1996 è una società di calcio a 5 che disputa il campionato di serie B. Le altre squadre di calcio a 5 di Civitanova sono la Soccer Sma militante nel campionato provinciale di Serie D e il Futsal Fontespina squadra militante nel campionato regionale di serie C2.
PallavoloLa squadra di pallavolo è la Cucine Lube Civitanova che da febbraio 2015 gioca all'Eurosuole Forum e milita in Superlega UnipolSai.
BasketLa squadra di pallacanestro della località è la Rossella Virtus Basket Civitanova che milita nel campionato nazionale di Serie B. È presente anche una squadra di basket femminile, la Fe.Ba. Infa Civitanova fondata nel 1986, che disputa il campionato di serie A2.
La società A.S.D. Pallacanestro Civitanovese, fondata nel 2008, milita in serie B del campionato nazionale CSI, oltre alla prima squadra insegna minibasket ai bambini dai 4 anni in su presso la palestra Pirandello di Civitanova Marche.
CiclismoLa città è stata per diversi anni sede del Cycling Team, squadra professionistica di ciclismo su strada.
Tiro con l'arcoLa Compagnia Arcieri di Civitanova Marche nasce nel 1983. Ad oggi rappresenta una tra le società di tiro con l'arco più longeva delle Marche. È affiliata alla FITARCO ed alla FITAST ed organizza due gare interregionali 18 m indoor all'anno.
NuotoSono presenti due società dilettantistiche: Il Grillo Soc. Coop. S.D. e l'A.S.D. Ippocampo Civitanova Marche.
Formula 1La città è stata sede del team di Formula 1 Andrea Moda Formula nel 1992, suo unico anno d'attività.